# Rajongemeinde Šiauliai
Die Rajongemeinde Šiauliai (litauisch: Šiaulių rajono savivaldybė) im  Bezirk Šiauliai (Litauen) bildet südöstlich nur einen schmalen Saum um die Stadtgemeinde Šiauliai, ragt aber umso weiter nach Norden und Westen. In der Stadt Šiauliai befindet sich auch ihr Verwaltungssitz. Die Rajongemeinde liegt zentral in Nordlitauen bzw. im Nordwesten der historischen Landschaft Oberlitauen (Aukštaitija).

## Siedlungen
Die Rajongemeinde Šiauliai umfasst nur eine Stadt (Kuršėnai) mit 10.815 Einwohnern im Jahre 2022, jedoch 7 Städtchen und 521 Dörfer.
 – hinter dem Gedankenstrich die Einwohnerzahlen von 2001 – 

### Städtchen
- Bazilionai – 475
- Gruzdžiai – 1747
- Kairiai – 1158
- Kurtuvėnai – 326
- Kužiai – 1420
- Meškuičiai – 1218
- Šakyna – 425

### Größte Dörfer
- Ginkūnai – 2963
- Aukštelkė – 1186
- Vijoliai – 1154
- Drąsučiai – 1004
- Bubiai – 878
- Šilėnai – 665

## Verwaltungseinteilung

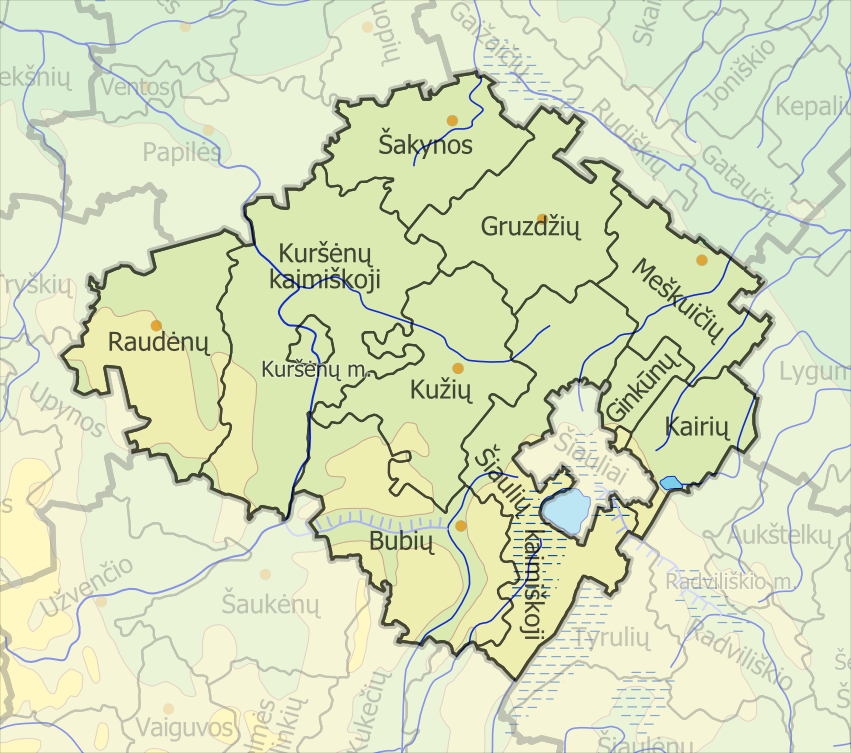
Amtsbezirke der Rajongemeinde Šiauliai
Alle Namen stehen im Genitiv, als Attribut zu seniūnija.

Verwaltungsmäßig ist die Gemeinde in einen städtischen und 10 ländliche Amtsbezirke (seniūnija) gegliedert:
- Bubiai
- Ginkūnai
- Gruzdžiai
- Kairiai
- Kuršėnai Stadt
- Kuršėnai Land
- Kužiai
- Meškuičiai
- Raudėnai
- Šakyna
- Šiauliai Land mit Sitz in Vijoliai

## Wirtschaft
Für rechtliche und administrative Erleichterungen für Investoren besteht eine Sonderwirtschaftszone, Freie Wirtschaftszone Šiauliai. Von 1935 bis 2005 gab es die Zuckerfabrik Pavenčiai. Es gibt eine Fabrik des deutschen Fiberglasanbieters Saertex. Die Produktionsstelle ist in Kuršėnai (SAERTEX Baltics UAB).

## Bürgermeister
- 1995: Vincas Girnius (* 1959), TS-LKD
- 1996, 1997: Alfredas Jonuška (* 1965)
- 2000, 2003: Raimundas Jakutis
- 2005: Algimantas Gaubas (* 1955)
- 2006, 2007: Raimundas Jakutis
- 2008, 2011: Algimantas Gaubas (* 1955)
- Seit 2015: Antanas Bezaras (* 1955), LVŽS

## Ehrenbürger
- 2018: Vytenis Rimkus (* 1930), Kunstwissenschaftler, Professor[1]
- 2018: Ramūnas Karbauskis (* 1969), Politiker, Kulturmäzen